# Elena Lecapena
Elena Lecapena (in lingua greca bizantina: Ἑλένη Λεκαπηνή; 910 circa – Costantinopoli, 19 settembre 961) è stata un'imperatrice bizantina, figlia primogenita di Romano I Lecapeno e della moglie Teodora.

## Biografia
Ebbe quattro fratelli, Teofilatto, Stefano, Costantino e Cristoforo, una sorella, Agata ed un fratellastro, Basilio, frutto della vita extraconiugale del padre.

### Matrimonio
Il 4 maggio del 919 Elena sposò Costantino VII Porfirogenito.
Con questo matrimonio Romano I Lecapeno ottenne l'unione della sua famiglia con la famiglia macedone ottenendo così il titolo di Basileopatore. Le cronache ci dicono che Elena era una bella donna. Il matrimonio tra Costantino VII ed Elena fu armonioso, i due si amarono veramente. Elena non difendeva la causa del padre che pretendeva il trono, difendendo sempre il marito sprondandolo ad agire, quando il 27 gennaio 945 i due co-imperatori furono arrestati e poi esiliati. Così Costantino VII divenne l'unico imperatore, e questo grazie anche alla moglie Elena.

### Morte di Costantino VII
In seguito Costantino VII si ammalò, si recò a Brussa, per i bagni termali nella speranza di guarire, ma invano, perché il 9 novembre 959 spirò a Costantinopoli all'età di 54 anni, compianto dalla moglie Elena, dal figlio Romano II, erede al trono e dalle cinque figlie.

### Ultimi anni
La morte di Costantino VII cambiò la vita di Elena. Teofano fece esiliare la suocera insieme alle sue figlie in un angolo del palazzo reale e poi ordinò al patriarca di imporre a tutte e quattro una vita monastica, costringendole quindi a diventare suore. Il figlio Romano II, di fronte a quella situazione era impotente. Elena morì in solitudine nel 961.

## Discendenza
A Costantino VII, Elena diede numerosi figli fra i quali:
- Leone, deceduto infante;
- Romano, divenuto imperatore con il nome di Romano II
- Teodora, che divenne imperatrice sposando Giovanni I;
- Teofano, Zoe, Agata e Anna, rinchiuse in convento